# Лунгин, Александр Павлович
Александр Павлович Лунги́н (род. 23 сентября 1971, Москва, СССР) — российский кинорежиссёр, сценарист и продюсер.

## Биография
Александр Лунгин родился 23 сентября 1971 года в городе Москве, в семье кинорежиссёра Павла Лунгина и кинокритика Татьяны Йенсен.
В 1995 году окончил исторический факультет МГУ им. М. В. Ломоносова. В 1996—1997 годах работал редактором по архивам в телепередаче «Кинескоп». В 1998—1999 годах работал редактором телекомпании при рекламном агентстве «Видео-Арт».

## Семья
- Отец — Павел Семёнович Лунгин, советский и российский кинорежиссёр, сценарист, продюсер (род. 1949).
- Мать — Татьяна Олеговна Йенсен, кинокритик (род. 1947).
- Дедушка — Семён Львович Лунгин, советский и российский драматург, сценарист (1920—1996).
- Бабушка — Лилианна Зиновьевна Лунгина, российский филолог, переводчик художественной литературы (1920—1998).
- Дядя — Евгений Семёнович Лунгин, режиссёр, сценарист (род. 1960).

## Личная жизнь
Первая жена — Лунгина Дарья Андреевна, преподаватель МГУ.
С 2012 женат на сценаристке Ксении Кияшко. Сын — Фёдор (2016 года рождения).

## Фильмография
- «Сын»
- «Плохой лейтенант»
- «Жестокий полицейский»
- «Постель, в которой ты спишь»
- «Бартон Финк»
- «Убийство китайского букмекера»
- «Мой друг Иван Лапшин»
- «Великий Уолдо Пеппер»
- «Бешеный бык»
- «Восставший»

#### Режиссёр и сценарист
- 2010 — Явление природы
- 2012 — Некуда спешить (новелла «Конец дежурства»)
- 2019 — Большая поэзия

#### Сценарист
- 2003 — Как бы не так
- 2003 — Нет спасения от любви (сериал)
- 2003 — Зачем тебе алиби? (мини-сериал)
- 2005 — Полнолуние
- 2005 — Алмазы на десерт (сериал)
- 2008 — Танки грязи не боятся (мини-сериал; идея)
- 2009 — Одна семья
- 2009 — Горячие новости
- 2010 — Я вас жду…
- 2010 — Парень с Марса
- 2015 — Чёрная вода
- 2016 — Дама пик
- 2019 — Братство
- 2019 — Портрет незнакомца
- 2021 — Выжившие

#### Продюсер
- 2010 — Явление природы
- 2017 — Жена полицейского (креативный продюсер)

## Награды
- 2019 — Приз за лучшую режиссуру на кинофестивале «Кинотавр» — фильм «Большая поэзия»

## Общественная позиция
В феврале 2022 года подписал открытое письмо КиноСоюза против военного вторжения России на Украину.